# Daviesia pedunculata
Daviesia pedunculata är en ärtväxtart som beskrevs av George Bentham. Daviesia pedunculata ingår i släktet Daviesia, och familjen ärtväxter. Inga underarter finns listade i Catalogue of Life.